# Armeansk
Armeansk (în ucraineană Армянськ) este oraș regional în Republica Autonomă Crimeea, Ucraina. Deși subordonat direct regiunii, orașul este și reședința raionului Armeansk. 

## Demografie
Componența lingvistică a orașului Armeansk
     Rusă (80,59%)
     Ucraineană (16,7%)
     Tătară crimeeană (1,72%)
     Alte limbi (0,3%)
Conform recensământului din 2001, majoritatea populației orașului Armeansk era vorbitoare de rusă (80,59%), existând în minoritate și vorbitori de ucraineană (16,7%) și tătară crimeeană (1,72%).